# Motorrad-Weltmeisterschaft 1973
Die Motorrad-WM-Saison 1973 war die 25. in der Geschichte der FIM-Motorrad-Straßenweltmeisterschaft.
In den Klassen bis 500 cm³, bis 250 cm³ und bis 125 cm³ wurden zwölf, in der Klasse bis 350 cm³ elf, in der Klasse bis 50 cm³ sieben und bei den Gespannen neun Rennen ausgetragen.

## Punkteverteilung
| Punktewertung | Punktewertung | Punktewertung | Punktewertung | Punktewertung | Punktewertung | Punktewertung | Punktewertung | Punktewertung | Punktewertung | Punktewertung |
| ------------- | ------------- | ------------- | ------------- | ------------- | ------------- | ------------- | ------------- | ------------- | ------------- | ------------- |
| Platz         | 1             | 2             | 3             | 4             | 5             | 6             | 7             | 8             | 9             | 10            |
| Punkte        | 15            | 12            | 10            | 8             | 6             | 5             | 4             | 3             | 2             | 1             |

- Die Zahl gewerteter Läufe wurde bei gerader Anzahl an ausgetragenen Rennen berechnet, indem man diese Anzahl halbierte und dann mit eins addierte. Beispielsweise gingen bei sechs Rennen also vier in die WM-Wertung ein.
- Wurde eine ungerade Zahl Rennen ausgetragen, wurde die Zahl der Läufe mit eins addiert und dann halbiert. Beispielsweise gingen bei sieben Rennen somit vier in die Wertung ein.

## 500-cm³-Klasse

### Rennergebnisse
|    | Datum      | Rennen                      | Strecke           | Platz 1          | Platz 2          | Platz 3             | Pole-Position    | Schn. Rennrunde  |
| -- | ---------- | --------------------------- | ----------------- | ---------------- | ---------------- | ------------------- | ---------------- | ---------------- |
| 1  | 22.04.     | GP von Frankreich           | Le Castellet      | Jarno Saarinen   | Phil Read        | Hideo Kanaya        | Hideo Kanaya     | Jarno Saarinen   |
| 2  | 06.05.     | 16. GP von Österreich       | Salzburgring      | Jarno Saarinen   | Hideo Kanaya     | Kim Newcombe        | Jarno Saarinen   | Jarno Saarinen   |
| 3  | 13.05.     | 37. GP von Deutschland      | Hockenheim        | Phil Read        | Werner Giger     | Ernst Hiller        | Jarno Saarinen   | Jarno Saarinen   |
| 4  | 20.05.     | 51. GP der Nationen         | Monza             | annulliert       | annulliert       | annulliert          | Jarno Saarinen   | –                |
| 5  | 06.–08.06. | 55. Isle of Man TT          | Mountain Course   | Jack Findlay     | Peter Williams   | Charlie Sanby       | Jack Findlay     | Mick Grant       |
| 6  | 17.06.     | 13. GP von Jugoslawien      | Opatija           | Kim Newcombe     | Steve Ellis      | Gianfranco Bonera   | Kim Newcombe     | Kim Newcombe     |
| 7  | 23.06.     | 43. Dutch TT                | Assen             | Phil Read        | Kim Newcombe     | Christian Bourgeois | Phil Read        | Giacomo Agostini |
| 8  | 30.06.     | 46. GP von Belgien          | Spa-Francorchamps | Giacomo Agostini | Phil Read        | Jack Findlay        | Giacomo Agostini | Giacomo Agostini |
| 9  | 15.07.     | 22. GP der Tschechoslowakei | Masaryk-Ring      | Giacomo Agostini | Phil Read        | Bruno Kneubühler    | Phil Read        | Giacomo Agostini |
| 10 | 21.–22.07. | GP von Schweden             | Anderstorp        | Phil Read        | Giacomo Agostini | Kim Newcombe        | Phil Read        | Giacomo Agostini |
| 11 | 29.07.     | GP von Finnland             | Imatra            | Giacomo Agostini | Phil Read        | Bruno Kneubühler    | Giacomo Agostini | Giacomo Agostini |
| 12 | 22.–23.09. | 23. GP von Spanien          | Jarama            | Phil Read        | Bruno Kneubühler | Werner Giger        | Phil Read        | Phil Read        |

### Fahrerwertung
| 1  | Phil Read           | MV Agusta     | 84 (108) |
| 2  | Kim Newcombe (†)    | König         | 63 (69)  |
| 3  | Giacomo Agostini    | MV Agusta     | 57       |
| 4  | Werner Giger        | Yamaha        | 44 (48)  |
| 5  | Jack Findlay        | Suzuki        | 38       |
| 6  | Bruno Kneubühler    | Yamaha        | 34       |
| 7  | Jarno Saarinen (†)  | Yamaha        | 30       |
| 8  | Hideo Kanaya        | Yamaha        | 22       |
| 9  | Alex George         | Yamaha        | 19       |
| 10 | Billie Nelson       | Yamaha        | 19 (20)  |
| 11 | Christian Bourgeois | Yamaha        | 17       |
| 12 | Éric Offenstadt     | SMAC-Kawasaki | 17       |
| 13 | Reinhard Hiller     | König         | 14       |
| 14 | Guido Mandracci     | Suzuki        | 13       |
| 15 | Peter Williams      | Matchless     | 12       |
|    | Steve Ellis         | Yamaha        | 12       |
| 17 | Bosse Granath       | Husqvarna     | 12       |
| 18 | Paul Eickelberg     | König         | 11       |
| 19 | Ernst Hiller        | König         | 10       |
|    | Charlie Sanby       | Suzuki        | 10       |
|    | Gianfranco Bonera   | Suzuki        | 10       |
| 22 | Seppo Kangasniemi   | Yamaha        | 10       |
| 23 | Georg Pohlmann      | Yamaha        | 9        |
|    | Børge Nielsen       | Yamaha        | 9        |
| 25 | Christian Léon      | Kawasaki      | 8        |
|    | Wil Hartog          | Yamaha        | 8        |
|    | Chas Mortimer       | Yamaha        | 8        |

| 28 | Marcel Ankoné        | Yamaha          | 8 |
| 29 | Roberto Gallina      | Paton           | 6 |
|    | Roger Nicholls       | Suzuki          | 6 |
|    | Michel Rougerie      | Harley-Davidson | 6 |
| 32 | David Hughes         | Matchless       | 5 |
|    | Bohumil Staša        | Yamaha          | 5 |
| 34 | Peter Stocksiefen    | Suzuki          | 4 |
|    | Dudley Robinson      | Suzuki          | 4 |
|    | Gyula Marsovszky     | Yamaha          | 4 |
|    | Derek Chatterton     | Yamaha          | 4 |
|    | Mario Lega           | Yamaha          | 4 |
| 39 | Sven-Olof Gunnarsson | Kawasaki        | 4 |
|    | Piet van der Wal     | Yamaha          | 4 |
| 41 | Jean-François Baldé  | Kawasaki        | 3 |
|    | Udo Kochanski        | König           | 3 |
|    | John Taylor          | Suzuki          | 3 |
|    | Derek Lee            | Suzuki          | 3 |
|    | Kurt-Ivan Carlsson   | HM              | 3 |
| 46 | Selwyn Griffiths     | Matchless       | 2 |
|    | Ted Jansen           | König           | 2 |
|    | Lothar John          | Suzuki          | 2 |
|    | Jean-Paul Boinet     | Kawasaki        | 2 |
| 50 | Alois Maxwald        | Rotax           | 1 |
|    | Graham Bailey        | Kawasaki        | 1 |
|    | Jérôme van Haeltert  | Suzuki          | 1 |
|    | Bosse Brolin         | Suzuki          | 1 |

(Punkte in Klammern inklusive Streichresultate)

### Konstrukteurswertung
| 1  | MV Agusta       | 90 (117) |
| 2  | Yamaha          | 76 (115) |
| 3  | König           | 65 (73)  |
| 4  | Suzuki          | 55 (65)  |
| 5  | Kawasaki        | 26 (28)  |
| 6  | Matchless       | 12       |
| 7  | Husqvarna       | 12       |
| 8  | Seeley (Yamsel) | 8        |
| 9  | Paton           | 6        |
|    | Harley-Davidson | 6        |
| 11 | HM              | 3        |
| 12 | Rotax           | 1        |

(Punkte in Klammern inklusive Streichresultate)

## 350-cm³-Klasse

### Rennergebnisse
|    | Datum      | Rennen                      | Strecke         | Platz 1              | Platz 2          | Platz 3          | Pole-Position    | Schn. Rennrunde  |
| -- | ---------- | --------------------------- | --------------- | -------------------- | ---------------- | ---------------- | ---------------- | ---------------- |
| 1  | 22.04.     | GP von Frankreich           | Le Castellet    | Giacomo Agostini     | Phil Read        | Teuvo Länsivuori | Giacomo Agostini | Giacomo Agostini |
| 2  | 06.05.     | 16. GP von Österreich       | Salzburgring    | János Drapál         | Walter Villa     | Teuvo Länsivuori | Giacomo Agostini | Giacomo Agostini |
| 3  | 13.05.     | 37. GP von Deutschland      | Hockenheim      | Teuvo Länsivuori     | Víctor Palomo    | Pentti Korhonen  | John Dodds       | Giacomo Agostini |
| 4  | 20.05.     | 51. GP der Nationen         | Monza           | Giacomo Agostini     | Teuvo Länsivuori | Kent Andersson   | Giacomo Agostini | Renzo Pasolini   |
| 5  | 06.–08.06. | 55. Isle of Man TT          | Mountain Course | Tony Rutter          | Ken Huggett      | John Williams    | John Williams    | Tony Rutter      |
| 6  | 17.06.     | 13. GP von Jugoslawien      | Opatija         | János Drapál         | Dieter Braun     | John Dodds       | Dieter Braun     | Dieter Braun     |
| 7  | 23.06.     | 43. Dutch TT                | Assen           | Giacomo Agostini     | Phil Read        | Teuvo Länsivuori | Giacomo Agostini | Teuvo Länsivuori |
| 8  | 15.07.     | 22. GP der Tschechoslowakei | Masaryk-Ring    | Teuvo Länsivuori     | Giacomo Agostini | Phil Read        | Teuvo Länsivuori | Teuvo Länsivuori |
| 9  | 21.–22.07. | GP von Schweden             | Anderstorp      | Teuvo Länsivuori     | Giacomo Agostini | Phil Read        | Teuvo Länsivuori | Teuvo Länsivuori |
| 10 | 29.07.     | GP von Finnland             | Imatra          | Giacomo Agostini     | Phil Read        | John Dodds       | Teuvo Länsivuori | John Dodds       |
| 11 | 22.–23.09. | 23. GP von Spanien          | Jarama          | Eduardo Celso-Santos | Billie Nelson    | Patrick Pons     | John Dodds       | John Dodds       |

### Fahrerwertung
| 1  | Giacomo Agostini     | MV Agusta        | 84      |
| 2  | Teuvo Länsivuori     | Yamaha           | 77 (87) |
| 3  | Phil Read            | MV Agusta        | 56      |
| 4  | John Dodds           | Yamaha           | 49      |
| 5  | Billie Nelson        | Yamaha           | 38      |
| 6  | Kent Andersson       | Yamaha           | 38      |
| 7  | Eduardo Celso-Santos | Yamaha           | 33      |
| 8  | Dieter Braun         | Yamaha           | 33      |
| 9  | János Drapál         | Yamaha           | 30      |
| 10 | Pentti Korhonen      | Yamaha           | 25      |
| 11 | Walter Villa         | Yamaha / Benelli | 23      |
| 12 | Werner Pfirter (†)   | Yamaha           | 17      |
| 13 | Patrick Pons         | Yamaha           | 16      |
| 14 | Tony Rutter          | Yamaha           | 15      |
| 15 | Kurt-Ivan Carlsson   | Yamaha           | 13      |
| 16 | Víctor Palomo        | Yamaha           | 12      |
|    | Ken Huggett          | Yamaha           | 12      |
| 18 | Gyula Marsovszky     | Yamaha           | 12      |
| 19 | Marcel Ankoné        | Yamsel           | 11      |
| 20 | John Williams        | Yamaha           | 10      |
| 21 | Alex George          | Yamaha           | 10      |
| 22 | Mick Grant           | Yamaha           | 9       |

| 23 | Barry Randle       | Yamaha                   | 8 |
|    | Gianfranco Bonera  | Harley-Davidson          | 8 |
| 25 | Helmut Kassner     | Yamaha                   | 8 |
| 26 | Olivier Chevallier | Yamaha                   | 7 |
| 27 | Bosse Granath      | Yamaha                   | 6 |
|    | Phil Carpenter     | Yamaha                   | 6 |
| 29 | Ingemar Larsson    | Yamaha                   | 6 |
| 30 | János Reisz        | Yamaha                   | 6 |
| 31 | Derek Chatterton   | Yamaha                   | 5 |
|    | Philippe Coulon    | Yamaha                   | 5 |
| 33 | Bruno Kneubühler   | Harley-Davidson / Yamaha | 5 |
| 34 | Walter Kaletsch    | Yamaha                   | 4 |
|    | Michel Rougerie    | Harley-Davidson          | 4 |
| 36 | Mario Lega         | Yamaha                   | 3 |
| 37 | Franz Weidacher    | Yamaha                   | 2 |
|    | Tom Dickie         | Yamaha                   | 2 |
|    | Silvio Grassetti   | MZ                       | 2 |
|    | Hannu Kuparinen    | Yamaha                   | 2 |
| 41 | Harry Konschock    | Yamaha                   | 1 |
|    | Paul Cott          | Yamsel                   | 1 |
|    | Pekka Nurmi        | Yamaha                   | 1 |
|    | Børge Nielsen      | Yamaha                   | 1 |

(Punkte in Klammern inklusive Streichresultate)

### Konstrukteurswertung
| 1 | Yamaha          | 105 (147) |
| 2 | MV Agusta       | 84 (96)   |
| 3 | Seeley (Yamsel) | 14        |
| 4 | Harley-Davidson | 12        |
| 5 | Benelli         | 6         |
| 6 | MZ              | 2         |

(Punkte in Klammern inklusive Streichresultate)

## 250-cm³-Klasse

### Rennergebnisse
|    | Datum      | Rennen                      | Strecke           | Platz 1          | Platz 2          | Platz 3              | Pole-Position    | Schn. Rennrunde  |
| -- | ---------- | --------------------------- | ----------------- | ---------------- | ---------------- | -------------------- | ---------------- | ---------------- |
| 1  | 22.04.     | GP von Frankreich           | Le Castellet      | Jarno Saarinen   | Hideo Kanaya     | Renzo Pasolini       | Jarno Saarinen   | Jarno Saarinen   |
| 2  | 06.05.     | 16. GP von Österreich       | Salzburgring      | Jarno Saarinen   | Hideo Kanaya     | Chas Mortimer        | Jarno Saarinen   | Hideo Kanaya     |
| 3  | 13.05.     | 37. GP von Deutschland      | Hockenheim        | Jarno Saarinen   | Hideo Kanaya     | Teuvo Länsivuori     | Jarno Saarinen   | Jarno Saarinen   |
| 4  | 20.05.     | 51. GP der Nationen         | Monza             | abgebrochen      | abgebrochen      | abgebrochen          | Jarno Saarinen   | –                |
| 5  | 06.–08.06. | 55. Isle of Man TT          | Mountain Course   | Charlie Williams | John Williams    | Bill Rae             | Charlie Williams | Charlie Williams |
| 6  | 17.06.     | 13. GP von Jugoslawien      | Opatija           | Dieter Braun     | Silvio Grassetti | Roberto Gallina      | Dieter Braun     | Dieter Braun     |
| 7  | 23.06.     | 43. Dutch TT                | Assen             | Dieter Braun     | Michel Rougerie  | John Dodds           | Teuvo Länsivuori | Dieter Braun     |
| 8  | 30.06.     | 46. GP von Belgien          | Spa-Francorchamps | Teuvo Länsivuori | John Dodds       | Paolo Pileri         | Teuvo Länsivuori | Teuvo Länsivuori |
| 9  | 15.07.     | 22. GP der Tschechoslowakei | Masaryk-Ring      | Dieter Braun     | Michel Rougerie  | Teuvo Länsivuori     | Dieter Braun     | Michel Rougerie  |
| 10 | 21.–22.07. | GP von Schweden             | Anderstorp        | Dieter Braun     | Roberto Gallina  | Eduardo Celso-Santos | Roberto Gallina  | Teuvo Länsivuori |
| 11 | 29.07.     | GP von Finnland             | Imatra            | Teuvo Länsivuori | Dieter Braun     | John Dodds           | Teuvo Länsivuori | Teuvo Länsivuori |
| 12 | 22.–23.09. | 23. GP von Spanien          | Jarama            | John Dodds       | Bruno Kneubühler | Chas Mortimer        | John Dodds       | John Dodds       |

### Fahrerwertung
| 1  | Dieter Braun         | Yamaha          | 80      |
| 2  | Teuvo Länsivuori     | Yamaha          | 64      |
| 3  | John Dodds           | Yamaha          | 58 (62) |
| 4  | Jarno Saarinen (†)   | Yamaha          | 45      |
| 5  | Michel Rougerie      | Harley-Davidson | 45      |
| 6  | Chas Mortimer        | Yamaha          | 40 (41) |
| 7  | Hideo Kanaya         | Yamaha          | 36      |
| 8  | Roberto Gallina      | Yamaha          | 32      |
| 9  | Bruno Kneubühler     | Yamaha          | 28      |
| 10 | Silvio Grassetti     | MZ              | 21      |
| 11 | Patrick Pons         | Yamaha          | 21      |
| 12 | Eduardo Celso-Santos | Yamaha          | 20      |
| 13 | Werner Pfirter (†)   | Yamaha          | 20      |
| 14 | Paolo Pileri         | Yamaha          | 18      |
| 15 | Christian Bourgeois  | Yamaha          | 16      |
| 16 | Charlie Williams     | Yamaha          | 15      |
| 17 | John Williams        | Yamaha          | 12      |
| 18 | Börje Jansson        | Yamaha          | 12      |
| 19 | Renzo Pasolini (†)   | Harley-Davidson | 10      |
| 20 | Bill Rae             | Yamaha          | 10      |
| 21 | Matti Salonen        | Yamaha          | 10      |
| 22 | Mick Grant           | Yamaha          | 9       |
|    | Mario Lega           | Yamaha          | 9       |
| 24 | Derek Chatterton     | Yamaha          | 8       |

| 25 | Leif Gustafsson        | Yamaha | 8 |
| 26 | Walter Villa           | Yamaha | 8 |
| 27 | Werner Giger           | Yamaha | 7 |
| 28 | Alex George            | Yamaha | 6 |
| 29 | Hans Hallberg          | Yamaha | 6 |
| 30 | Tony Rutter            | Yamaha | 5 |
| 31 | Pentti Korhonen        | Yamaha | 4 |
|    | Phil Carpenter         | Yamaha | 4 |
|    | Hans Müller            | Yamaha | 4 |
| 34 | Víctor Palomo          | Yamaha | 4 |
| 35 | André-Luc Appietto (†) | Yamaha | 3 |
|    | Helmut Kassner         | Yamaha | 3 |
|    | Rob Bron               | Yamaha | 3 |
|    | Ingemar Larsson        | Yamaha | 3 |
| 39 | Klaus Leonhardt        | Yamaha | 2 |
|    | Tom Herron             | Yamaha | 2 |
|    | Bernd Tüngethal        | MZ     | 2 |
|    | Roland Nilsson         | Yamaha | 2 |
|    | Pentti Salonen         | Yamaha | 2 |
| 43 | Barry Randle           | Yamaha | 1 |
|    | Jan Huberts            | Yamaha | 1 |
|    | Thierry Tchernine      | Yamaha | 1 |
|    | Nuno Andre             | Yamaha | 1 |

(Punkte in Klammern inklusive Streichresultate)

### Konstrukteurswertung
| 1 | Yamaha          | 105 (165) |
| 2 | Harley-Davidson | 47        |
| 3 | MZ              | 23        |

(Punkte in Klammern inklusive Streichresultate)

## 125-cm³-Klasse

### Rennergebnisse
|    | Datum      | Rennen                      | Strecke           | Platz 1           | Platz 2        | Platz 3           | Pole-Position    | Schn. Rennrunde   |
| -- | ---------- | --------------------------- | ----------------- | ----------------- | -------------- | ----------------- | ---------------- | ----------------- |
| 1  | 22.04.     | GP von Frankreich           | Le Castellet      | Kent Andersson    | Börje Jansson  | Thierry Tchernine | Ángel Nieto      | Ángel Nieto       |
| 2  | 06.05.     | 16. GP von Österreich       | Salzburgring      | Kent Andersson    | Börje Jansson  | Ángel Nieto       | Kent Andersson   | Kent Andersson    |
| 3  | 13.05.     | 37. GP von Deutschland      | Hockenheim        | Kent Andersson    | Ángel Nieto    | Jos Schurgers     | Kent Andersson   | Kent Andersson    |
| 4  | 20.05.     | 51. GP der Nationen         | Monza             | Kent Andersson    | Jos Schurgers  | Eugenio Lazzarini | Kent Andersson   | Ángel Nieto       |
| 5  | 06.–08.06. | 55. Isle of Man TT          | Mountain Course   | Tommy Robb        | Jan Kostwinder | Neil Tuxworth     | Charlie Williams | Tommy Robb        |
| 6  | 17.06.     | 13. GP von Jugoslawien      | Opatija           | Kent Andersson    | Chas Mortimer  | Jos Schurgers     | Ángel Nieto      | Kent Andersson    |
| 7  | 23.06.     | 43. Dutch TT                | Assen             | Eugenio Lazzarini | Rolf Minhoff   | Chas Mortimer     | Kent Andersson   | Ángel Nieto       |
| 8  | 30.06.     | 46. GP von Belgien          | Spa-Francorchamps | Jos Schurgers     | Ángel Nieto    | Chas Mortimer     | Ángel Nieto      | Ángel Nieto       |
| 9  | 15.07.     | 22. GP der Tschechoslowakei | Masaryk-Ring      | Otello Buscherini | Chas Mortimer  | Jos Schurgers     | Ángel Nieto      | Otello Buscherini |
| 10 | 21.–22.07. | GP von Schweden             | Anderstorp        | Börje Jansson     | Kent Andersson | Chas Mortimer     | Börje Jansson    | Börje Jansson     |
| 11 | 29.07.     | GP von Finnland             | Imatra            | Otello Buscherini | Kent Andersson | Börje Jansson     | Kent Andersson   | Otello Buscherini |
| 12 | 22.–23.09. | 23. GP von Spanien          | Jarama            | Chas Mortimer     | Ángel Nieto    | Börje Jansson     | Ángel Nieto      | Ángel Nieto       |

### Fahrerwertung
| 1  | Kent Andersson     | Yamaha      | 99      |
| 2  | Chas Mortimer      | Yamaha      | 75      |
| 3  | Jos Schurgers      | Bridgestone | 70 (72) |
| 4  | Börje Jansson      | Maico       | 64      |
| 5  | Eugenio Lazzarini  | Piovaticci  | 59 (62) |
| 6  | Otello Buscherini  | Malanca     | 51      |
| 7  | Ángel Nieto        | Morbidelli  | 46      |
| 8  | Rolf Minhoff       | Maico       | 42      |
| 9  | Matti Salonen      | Yamaha      | 32      |
| 10 | Pentti Salonen     | Yamaha      | 26      |
| 11 | Horst Seel         | Maico       | 21      |
| 12 | Thierry Tchernine  | Yamaha      | 17      |
| 13 | Tommy Robb         | Yamaha      | 15      |
| 14 | Gert Bender        | Maico       | 14      |
| 15 | Ryszard Mankiewicz | MZ          | 13      |
| 16 | Jan Kostwinder     | Yamaha      | 12      |
| 17 | Harald Bartol      | Suzuki      | 11      |
| 18 | Neil Tuxworth      | Yamaha      | 10      |
| 19 | Ivan Hodgkinson    | Yamaha      | 8       |
| 20 | Paul Eickelberg    | Maico       | 8       |
| 21 | Luigi Rinaudo      | Yamaha      | 7       |
| 22 | Pier Paolo Bianchi | Yamaha      | 6       |
|    | Alan Jones         | Maico       | 6       |
|    | Staffan Liebst     | Yamaha      | 6       |
|    | Seppo Kangasniemi  | Maico       | 6       |
| 26 | Lindsay Porter     | Honda       | 5       |

| 27 | Gianni Ribuffo         | LGM    | 5 |
| 28 | Clive Horton           | Yamaha | 4 |
|    | Walter Rungg           | Maico  | 4 |
|    | Hans-Jürgen Hummel     | Yamaha | 4 |
| 31 | Johann Zemsauer        | Rotax  | 3 |
|    | Lothar Mülbert         | Yamaha | 3 |
|    | Richard Stevens        | Maico  | 3 |
|    | Jürgen Lenk            | MZ     | 3 |
|    | Ingemar Bengtsson      | Yamaha | 3 |
| 36 | Henk van Kessel        | Yamaha | 3 |
|    | Walter Winkler         | Maico  | 2 |
|    | Paolo Pileri           | DRS    | 2 |
|    | Herbert Rittberger     | Yamaha | 2 |
|    | Bob Ware               | Yamaha | 2 |
|    | Géza Repitz            | MZ     | 2 |
|    | Piet van den Goorbergh | Yamaha | 2 |
|    | Aldo Pero              | Yamaha | 2 |
| 44 | Rudolf Weiss           | Maico  | 2 |
| 45 | Gottlob Schweikardt    | Maico  | 1 |
|    | John Kiddie            | Honda  | 1 |
|    | Rafael Serrer          | MZ     | 1 |
|    | Benigno Jul            | MZ     | 1 |
|    | Lennart Lundgren       | Maico  | 1 |
|    | Leif Rosell            | Maico  | 1 |
|    | János Reisz            | MZ     | 1 |

(Punkte in Klammern inklusive Streichresultate)

### Konstrukteurswertung
| 1  | Yamaha      | 105 (161) |
| 2  | Maico       | 79 (112)  |
| 3  | Bridgestone | 70 (72)   |
| 4  | Piovaticci  | 59 (62)   |
| 5  | Malanca     | 51        |
| 6  | Morbidelli  | 46        |
| 7  | MZ          | 19        |
| 8  | Suzuki      | 11        |
| 9  | Honda       | 5         |
| 10 | LGM         | 5         |
| 11 | Rotax       | 3         |
| 12 | DRS         | 2         |

(Punkte in Klammern inklusive Streichresultate)

## 50-cm³-Klasse

### Rennergebnisse
|   | Datum      | Rennen                 | Strecke           | Platz 1          | Platz 2          | Platz 3           | Pole-Position    | Schn. Rennrunde  |
| - | ---------- | ---------------------- | ----------------- | ---------------- | ---------------- | ----------------- | ---------------- | ---------------- |
| 1 | 13.05.     | 37. GP von Deutschland | Hockenheim        | Theo Timmer      | Henk van Kessel  | Wolfgang Gedlich  | Jan de Vries     | Jan de Vries     |
| 2 | 20.05.     | 51. GP der Nationen    | Monza             | Jan de Vries     | Bruno Kneubühler | Gerhard Thurow    | Jan de Vries     | Jan de Vries     |
| 3 | 17.06.     | 13. GP von Jugoslawien | Opatija           | Jan de Vries     | Ulrich Graf      | Stefan Dörflinger | Jan de Vries     | Jan de Vries     |
| 4 | 23.06.     | 43. Dutch TT           | Assen             | Bruno Kneubühler | Theo Timmer      | Gerhard Thurow    | Bruno Kneubühler | Bruno Kneubühler |
| 5 | 30.06.     | 46. GP von Belgien     | Spa-Francorchamps | Jan de Vries     | Bruno Kneubühler | Theo Timmer       | Jan de Vries     | Jan de Vries     |
| 6 | 21.–22.07. | GP von Schweden        | Anderstorp        | Jan de Vries     | Bruno Kneubühler | Theo Timmer       | Jan de Vries     | Jan de Vries     |
| 7 | 22.–23.09. | 23. GP von Spanien     | Jarama            | Jan de Vries     | Bruno Kneubühler | Henk van Kessel   | Jan de Vries     | Bruno Kneubühler |

### Fahrerwertung
| 1  | Jan de Vries       | Kreidler | 60 (75) |
| 2  | Bruno Kneubühler   | Kreidler | 51 (63) |
| 3  | Theo Timmer        | Jamathi  | 47 (61) |
| 4  | Gerhard Thurow     | Kreidler | 36 (42) |
| 5  | Henk van Kessel    | Kreidler | 27      |
| 6  | Jan Huberts        | Kreidler | 21 (29) |
| 7  | Herbert Rittberger | Kreidler | 22 (27) |
| 8  | Ulrich Graf        | Kreidler | 21      |
| 9  | Rudolf Kunz        | Kreidler | 14      |
| 10 | Wolfgang Gedlich   | Kreidler | 13      |
| 11 | Stefan Dörflinger  | Kreidler | 11      |
| 12 | Lars Persson       | Monark   | 11      |
| 13 | Harald Bartol      | Kreidler | 8       |
| 14 | Jan Bruins         | Monark   | 8       |
| 15 | Jürgen Roller      | Kreidler | 8       |

| 16 | Rainer Bratenstein | Kreidler | 4 |
|    | Jaime Alguersuari  | Derbi    | 4 |
|    | Adrijan Bernetic   | Tomos    | 4 |
|    | Nico Polane        | Roton    | 4 |
| 20 | Juan Bordons       | Derbi    | 4 |
|    | Leif Rosell        | Jamathi  | 4 |
| 22 | Kasimir Rapczynski | Kreidler | 3 |
|    | Luigi Rinaudo      | Tomos    | 3 |
|    | Ton Kooyman        | Hemeyla  | 3 |
|    | Leif Gustafsson    | Monark   | 3 |
| 26 | Hans-Jürgen Hummel | Kreidler | 3 |
| 27 | Claudio Lusuardi   | Villa    | 2 |
| 28 | Rolf Blatter       | Kreidler | 1 |
|    | Cees van Dongen    | Kreidler | 1 |
|    | Ricardo Tormo      | Derbi    | 1 |

(Punkte in Klammern inklusive Streichresultate)

### Konstrukteurswertung
| 1 | Kreidler | 60 (102) |
| 2 | Jamathi  | 47 (61)  |
| 3 | Monark   | 16       |
| 4 | Derbi    | 9        |
| 5 | Tomos    | 4        |
|   | Roton    | 4        |
| 7 | Hemeyla  | 3        |
| 8 | Villa    | 2        |

(Punkte in Klammern inklusive Streichresultate)

## Gespanne (500 cm³)

### Rennergebnisse
|   | Datum      | Rennen                      | Strecke           | Platz 1                         | Platz 2                              | Platz 3                              | Pole-Position                  | Schn. Rennrunde                 |
| - | ---------- | --------------------------- | ----------------- | ------------------------------- | ------------------------------------ | ------------------------------------ | ------------------------------ | ------------------------------- |
| 1 | 22.04.     | GP von Frankreich           | Le Castellet      | Klaus Enders / Ralf Engelhardt  | Jeff Gawley / Peter Sales            | Werner Schwärzel / Karl-Heinz Kleis  | Rudi Kurth / Dane Rowe         | Klaus Enders / Ralf Engelhardt  |
| 2 | 06.05.     | 16. GP von Österreich       | Salzburgring      | Klaus Enders / Ralf Engelhardt  | Jeff Gawley / Peter Sales            | Michel Vanneste / Serge Vanneste     | Jeff Gawley / Peter Sales      | Jeff Gawley / Peter Sales       |
| 3 | 13.05.     | 37. GP von Deutschland      | Hockenheim        | Klaus Enders / Ralf Engelhardt  | Werner Schwärzel / Karl-Heinz Kleis  | Michel Vanneste / Serge Vanneste     | Jeff Gawley / Peter Sales      | Klaus Enders / Ralf Engelhardt  |
| 4 | 20.05.     | 51. GP der Nationen         | Monza             | annulliert                      | annulliert                           | annulliert                           | Gerry Boret / Nick Boret       | –                               |
| 5 | 06.–08.06. | 55. Isle of Man TT          | Mountain Course   | Klaus Enders / Ralf Engelhardt  | Siegfried Schauzu / Wolfgang Kalauch | Rolf Steinhausen / Karl Scheurer     | Klaus Enders / Ralf Engelhardt | Klaus Enders / Ralf Engelhardt  |
| 6 | 23.06.     | 43. Dutch TT                | Assen             | Klaus Enders / Ralf Engelhardt  | Gerry Boret / Nick Boret             | Werner Schwärzel / Karl-Heinz Kleis  | Klaus Enders / Ralf Engelhardt | Klaus Enders / Ralf Engelhardt  |
| 7 | 30.06.     | 46. GP von Belgien          | Spa-Francorchamps | Klaus Enders / Ralf Engelhardt  | Jeff Gawley / Kenny Birch            | Heinz Luthringshauser / Hermann Hahn | Klaus Enders / Ralf Engelhardt | Klaus Enders / Ralf Engelhardt  |
| 8 | 15.07.     | 22. GP der Tschechoslowakei | Masaryk-Ring      | Klaus Enders / Ralf Engelhardt  | Siegfried Schauzu / Wolfgang Kalauch | Werner Schwärzel / Karl-Heinz Kleis  | Klaus Enders / Ralf Engelhardt | Klaus Enders / Ralf Engelhardt  |
| 9 | 29.07.     | GP von Finnland             | Imatra            | Kalevi Rahko / Kari Laatikainen | Jaakko Palomäki / Juhani Vesterinen  | Pentti Moskari / Olaf Sten           | nicht bekannt                  | Matti Satukangas / Jussi Alanen |

### Fahrerwertung
| 1  | Klaus Enders          | Ralf Engelhardt                  | Busch-BMW     | 75 (105) |
| 2  | Werner Schwärzel      | Karl-Heinz Kleis                 | König         | 48       |
| 3  | Siegfried Schauzu     | Wolfgang Kalauch                 | BMW           | 45       |
| 4  | Michel Vanneste       | Serge Vanneste                   | BMW           | 39       |
| 5  | Jeff Gawley           | Peter Sales bzw. Kenny Birch     | König         | 36       |
| 6  | Rolf Steinhausen      | Karl Scheurer bzw. Erich Schmitz | König         | 27       |
| 7  | Heinz Luthringshauser | Hermann Hahn                     | BMW           | 26       |
| 8  | Richard Wegener       | Rolf Kabbe bzw. Derek Jacobson   | BMW           | 24       |
| 9  | Kalevi Rahko          | Kari Laatikainen                 | Honda         | 15       |
| 10 | Karl Venus            | Rainer Gundel                    | BMW           | 15       |
| 11 | Gerry Boret           | Nick Boret                       | Renwick-König | 14       |
| 12 | Graham Milton         | Don Smith                        | BMW           | 14       |
| 13 | Jaakko Palomäki       | Juhani Vesterinen                | BMW           | 12       |
| 14 | Otto Haller           | Erich Haselbeck                  | BMW           | 12       |
| 15 | Pentti Moskari        | Olaf Sten                        | BMW           | 10       |
| 16 | Gustav Pape           | Franz Kallenberg                 | BMW           | 10       |
| 17 | Matti Satukangas      | Jussi Alanen                     | Sachs         | 8        |
| 18 | Robin Williamson      | John McPherson                   | BMW           | 6        |
|    | Markku Kettola        | Jussi Saksa                      | König         | 6        |
| 20 | Hermann Binding       | Helmut Fleck                     | BMW           | 5        |
|    | Roger Dutton          | Tony Wright                      | BMW           | 5        |
|    | Tony Wakefield        | Alex MacFadzean                  | BMW           | 5        |
|    | Kurt Jelonek          | Werner Stahl                     | BMW           | 5        |
| 24 | George O’Dell         | Bill Boldison                    | BSA           | 4        |
| 25 | Egon Schons           | Karl Lauterbach                  | BMW           | 4        |
| 26 | Dick Hawes            | Edwin Kiff                       | Weslake       | 3        |
|    | Rudi Kurth            | Dane Rowe                        | CAT-Monark    | 2        |
| 28 | Mick Boddice          | David Loach                      | Kawasaki      | 3        |
| 29 | Roy Woodhouse         | Doug Woodhouse                   | Honda         | 2        |
|    | Helmut Schilling      | Harald Mathews                   | BMW           | 2        |
| 31 | Fritz Hänzi           | Marcel Clerc                     | BMW           | 1        |
|    | Maurice Candy         | Eddie Fletcher                   | BSA           | 1        |
|    | Bill Currie           | Keith Scott                      | GSM-Weslake   | 1        |
|    | Wolfgang Klenk        | Norbert Scherer                  | BMW           | 1        |

(Punkte in Klammern inklusive Streichresultate)

### Konstrukteurswertung
| 1 | BMW         | 75 (117) |
| 2 | König       | 60 (80)  |
| 3 | Honda       | 17       |
| 4 | Sachs       | 8        |
| 5 | BSA         | 4        |
| 6 | CAT-Monark  | 3        |
| 7 | Kawasaki    | 3        |
| 8 | GSM-Weslake | 1        |

(Punkte in Klammern inklusive Streichresultate)